# Bastonet de pa
Un bastonet de pa (grissino) és un tipus de pa cruixent i cuit al forn, de la mida d'un llapis, originari de la ciutat piemontesa de Torí.

## Història
La primera notícia documentada data de 1643, quan un abat florentí va descriure un pa allargat i «prim com un os» que s'elaborava a Lanzo Torinese, un poble als afores de Torí. La tradició, però, afirma que es va originar a la regió del Piemont al segle xvii, ideat per un forner torinès anomenat Antonio Brunero com a aliment pensat per ser més fàcil de digerir per al duc Víctor Amadeu II de Savoia, que va tenir problemes digestius durant la seva infància.
Als restaurants italians, els grissini s'ofereixen sovint com a aperitiu (antipasto), especialment en la seva forma tradicional, juntament amb o substituint el pa, que se sol oferir amb tots els àpats. També es poden combinar amb ingredients com el prosciutto. Ocasionalment poden ser d'una mida més gran, així com tous en lloc de durs.
Els bastonets de pa torrats es poden trobar a les botigues com a berenar ràpid o com a aperitiu previ a un àpat per a ús domèstic, de manera similar a una cracker. A Itàlia sovint es consumeixen sols com a aperitiu, però als Estats Units d'Amèrica se solen servir amb algun tipus de salsa, com ara formatge.
Existeix una especialitat nostrada anomenada rosquilletes al País Valencià.